# Klaus Störtebeker

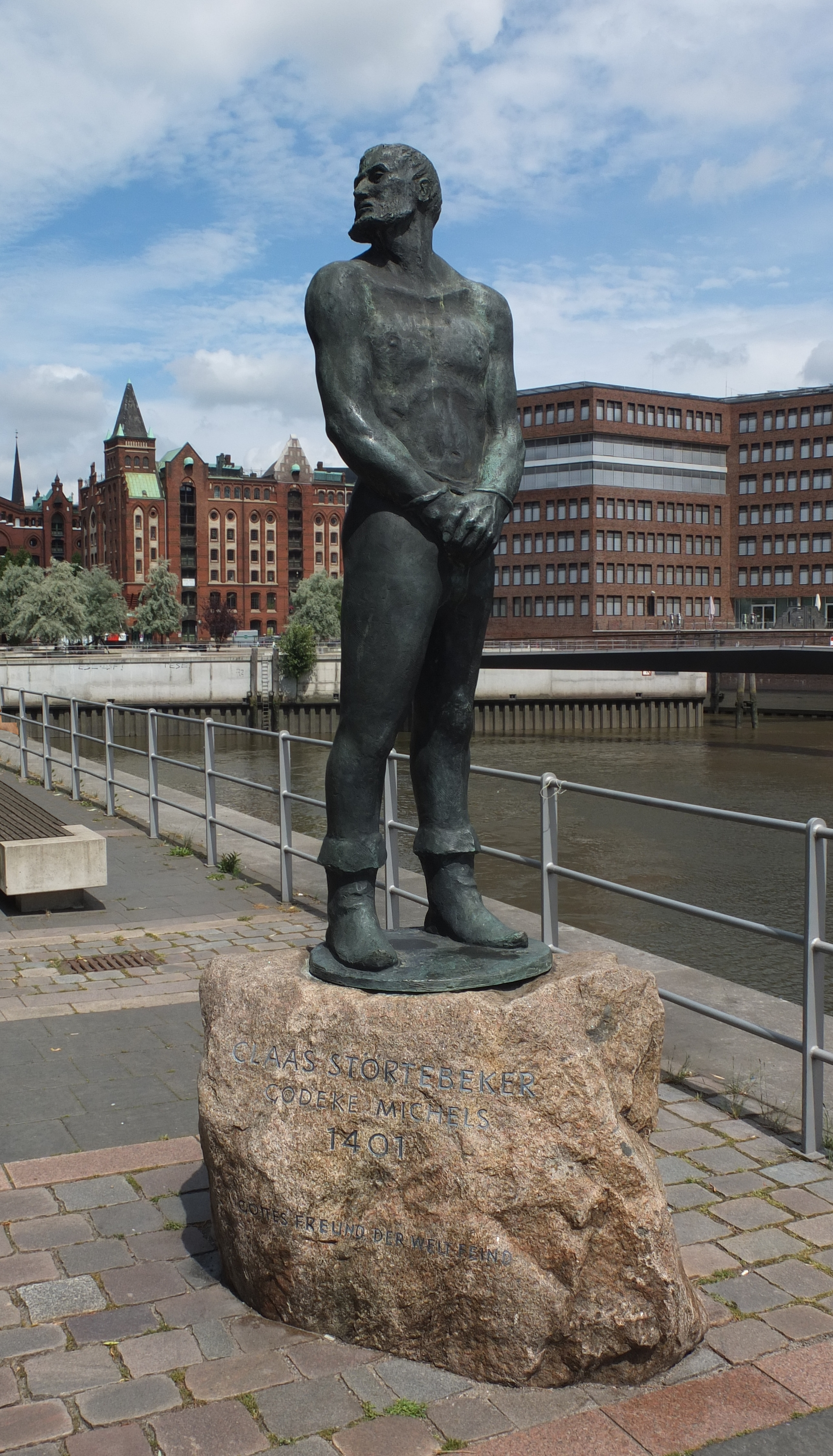
Estatua de Störtebeker en Hamburgo.

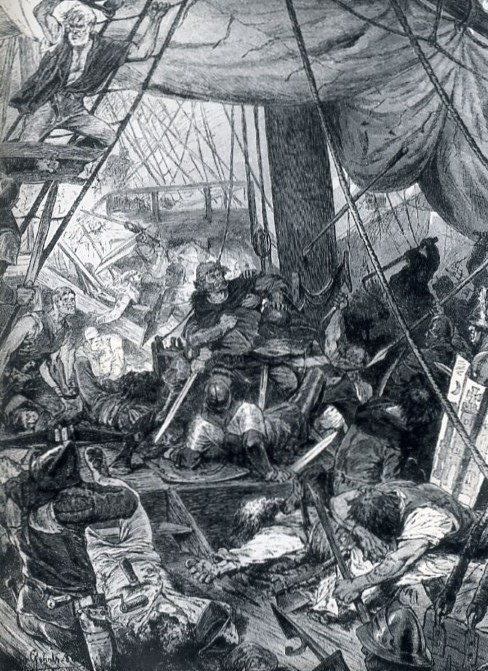
Störtebeker es derrotado en Heligoland. Archivo Histórico de Hamburgo.

Klaus Störtebeker, también Klaas Störtebecker, Class Störtebeker o Nicolás Störtebeker (ca. 1360 - Hamburgo, probablemente el 20 de octubre de 1401), fue un pirata alemán del mar del Norte y del mar Báltico y el líder más famoso de los llamados Hermanos de las vituallas (en alemán: Vitalienbrüder), destacados corsarios en la guerra entre suecos y daneses en la que lucharon contra los daneses y avituallaron la ciudad de Estocolmo. Después del final de la guerra, los hermanos continuaron capturando los buques mercantes por su propia cuenta y se llamaron a sí mismos «Likedeelers» (literalmente: igualdad de partícipes).

## Vida y leyendas
No se conoce ciertamente del origen de Störtebeker, se cree que proviene de la zona de Rotenburg, aunque algunos autores también sugieren que proviene de Wismar, ya que en el Liber proscriptorum, “el libro de forajidos”, fuente de mencionada ciudad, aparece un incidente en el año 1380 en el que se menciona que dos individuos fueron expulsados de la ciudad tras “romper los huesos de otra persona”, uno de los damnificados es un tal Nikolaus Störtebeker. Es probable, opinan algunos autores, que se trate de la aparición más temprana que se tenga conocimiento de Klaus Störtebeker.

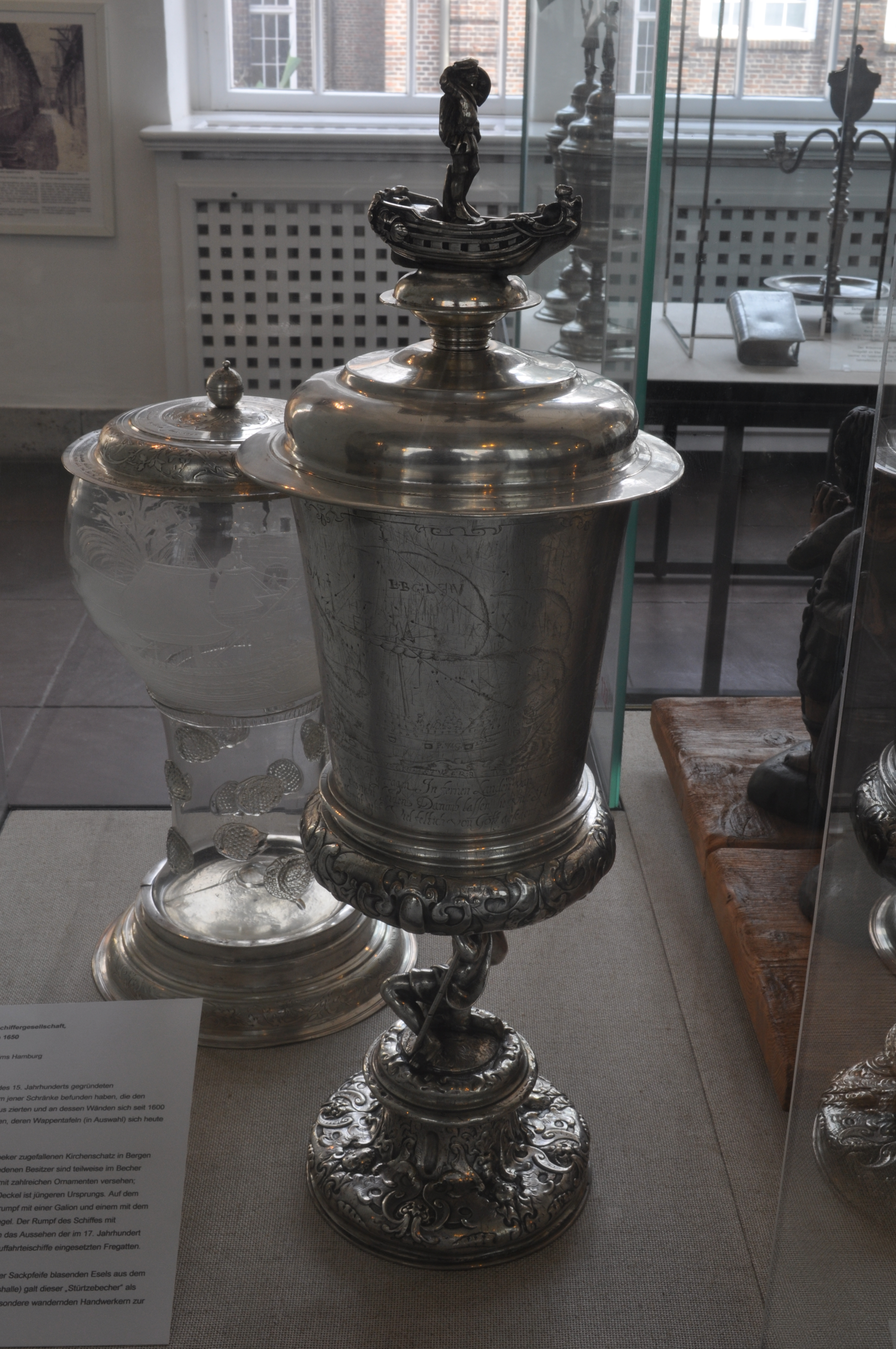
Copa Störtebeker.

Posteriormente, algunas leyendas cuentan como el famoso pirata Störtebeker adquirió ese nombre como un apodo por su resistencia a la bebida (del bajo alemán “Stürz den Becher” – “Tirar la copa”), dichas leyendas mencionan que fue capaz de tomar 4 litros de vino o cerveza de un trago. Hacia 1650, una compañía naviera de Hamburgo fabricaba “copas Störtebeker” de un pie de altura.
Sin embargo, en el mencionado "Liber proscriptorum" de Wismar, Störtebeker aparece ya como un apellido, de hecho, es un apellido que se puede encontrar a día de hoy en el norte de Alemania. Por ende, no queda claro si ese nombre lo adquirió sencillamente como apellido o si darle crédito a sus leyendas.
 Störtebeker probablemente apareció en la consciencia pública tras la expulsión de los Vitalienbrüder de Gotland, donde ejercía como capitán y corsario para el rey Alberto de Suecia en su conflicto contra la reina Margarita I de Dinamarca. El asalto a navíos daneses y provenientes de la ciudad de Lübeck, pronto se extendió a un asalto indiscriminado a los navíos de toda la liga Hanseática (de la cual Lübeck era una de las ciudades más importantes), ya que actuando como corsarios podían vender todos los bienes robados en Wismar.
Desde 1396, los Vitalienbrüder también contaron con apoyo en Marienhafe, en Frisia Oriental, donde se dice que Störtebeker se casó con una hija del jefe frisón Keno ten Broke. También se dice que estuvo refugiado en la iglesia St. Marien, por lo que la torre de la iglesia se la conoce como “Torre Störtebeker”, pero la presión diplomática de las ciudades hanseáticas provocó que perdiese esta base de operaciones.
En su afán por proteger el comercio, ciudades de la liga hanseática, especialmente Hamburgo, intensificaron la persecución y la lucha contra la piratería. Persecución de la que se dice que Störtebeker pudo escapar hacia alta mar en repetidas ocasiones, incluso contra los navíos superiores de la Hansa.

### Arresto y ejecución

"Bunten Kuh", Obra del pintor Hans Bohrdt. "Vaca colorida" en alemán, uno de los barcos que persiguió y capturó a Störtebeker, en él luego se trasladaron todos los prisioneros a Hamburgo.

Según la tradición, el 21 de abril de 1401, Klaus Störtebeker, en su barco Toller Hund, fue sacado de Heligoland por un grupo de barcos de Hamburgo y hecho prisionero después de una amarga pelea. Hay dos relatos alternativos sobre como lo pudieron alcanzar, por un lado se dice que fue un traidor el que impidió que el barco se moviese y, por otro lado, se dice que el Bunten Kuh, uno de los barcos hamburgueses (que luego llevaría a Hamburgo a los prisioneros capturados) destruyó el mástil principal con sus balas. El 21 de Octubre de ese mismo año Störtebeker fue decapitado en Hamburgo junto a 72 prisioneros. Hay diversas leyendas que la tradición posterior cuenta sobre este suceso. Por ejemplo, una cuenta como luego de la sentencia de muerte, Störtebeker ofreció al consejo de Hamburgo una cadena de oro que rodearía toda la ciudad, cosa que el consejo rechazó. Otra relata cómo, al no encontrar el legendario tesoro que creían estaba en el Toller Hund, mandan a un carpintero a desmantelar el barco, al intentar cortar el mástil, su sierra se traba con algo duro: adentro se escondían tres cofres, uno de oro, otro de plata y un tercero de cobre. Se dice que con el de oro se creó una corona que decoraría la torre de la iglesia de Santa Catalina de Hamburgo.

## Cine
| Año  | Película    | Director         | Actor     |
| ---- | ----------- | ---------------- | --------- |
| 2006 | Störtebeker | Miguel Alexandre | Ken Duken |